# ۶۴۰ (پیش از میلاد)
۶۴۰ (پیش از میلاد) ۶۴۰مین سال قبل از تقویم میلادی است.